# Burg Pappenheim
Die Burg Pappenheim ist die Ruine einer Spornburg auf einem langen Bergsporn in einer Altmühlschlinge über der gleichnamigen Stadt Pappenheim im Landkreis Weißenburg-Gunzenhausen in Mittelfranken. Der Stammsitz der mächtigen Reichsministerialen und späteren Grafen von Pappenheim gilt als eine der bedeutendsten mittelalterlichen Burgruinen Bayerns. Ein älterer Burgstall befindet sich wenige hundert Meter westsüdwestlich der Ruine auf einer bewaldeten Anhöhe (Alte Bürg).

## Geschichte
Auf dem Areal der Vorburg stand möglicherweise bereits im frühen Hochmittelalter eine kleinere Burganlage. Um 1030 soll dieser Ansitz nach einer Zerstörung wiederhergestellt worden sein. Einige Forscher bezweifeln allerdings die Existenz dieser Vorgängeranlage (Daniel Burger). Die in der älteren Literatur zitierte Überlieferung einer solchen Vorgängerburg geht auf den Augsburger Domherren Matthäus von Pappenheim-Biberbach (1458–1541) zurück und konnte bislang noch nicht durch Grabungen oder Lesefunde bestätigt werden. Wehrtechnisch hätte diese Burg tatsächlich eher ungünstig gelegen. Möglicherweise lag ein älterer Burgsitz auf der „Alten Bürg“, einer ursprünglich frühgeschichtlichen Befestigungsanlage, die nachweisbar bis ins Hochmittelalter weitergenutzt wurde.
Die teilweise erhaltene Burganlage wurde wahrscheinlich durch die Reichsministerialen von Pappenheim, die später das Amt der Reichsmarschälle ausübten, um 1140 gegründet. Die ältesten Teile der Burg (archäologische Untersuchungen fehlen bisher) liegen im Bereich der Kernburg. Aus dem späten 12. Jahrhundert stammt die Burgkapelle über dem Tor. Die späteren Pappenheimer dienten bereits den Saliern als Dienstmannen. Als erster greifbarer Ahnherr der Familie gilt Heinrich Caput (Haupt), ein wichtiger und geschätzter Ministeriale Heinrichs V. In der nachfolgenden Generation begann die Aufspaltung des Geschlechtes in mehrere Zweige.
Die Burg erscheint erstmals um 1214 in einer Schriftquelle als Besitz der Reichserbmarschälle. Die Kapelle wurde bereits zwischen 1171 und 1182 durch den Eichstätter Bischof Egelolf geweiht.
Die Einsetzung der Reichsministerialen von Pappenheim diente sicherlich der Absicherung der Hausmacht des Staufers Konrad III. Der König verfolgte in der Region um Nürnberg, Weißenburg und Rothenburg eine intensive Reichs- und Hausmachtpolitik als Teil des Gesamtkonzeptes einer „Terra Imperii“. Pappenheim lag im Grenzbereich zwischen Franken, Bayern und Schwaben. Der Burgneubau war sicherlich auch eine Reaktion auf den schwelenden Konflikt der Staufer mit den süddeutschen Welfen, die den Verlust Bayerns und Sachsens nicht tatenlos hinnehmen wollten. So hatte auch Herzog Heinrich der Stolze dem König die Huldigung versagt.
Im frühen 13. Jahrhundert wurde die Burg massiv ausgebaut, erkennbar an den großformatigen Buckelquadern an Ringmauer (Reste), Wohnbau und Bergfried. Um 1220 belagerte der Bayernherzog Otto der Erlauchte die Veste und richtete einigen Schaden an. Der Herzog unterstützte den Gegenkönig Heinrich Raspe IV. gegen den Kaiser und dessen Parteigänger. Ab 1221 begann der Wiederaufbau. 1264 mussten nach erneuten Kriegsschäden wiederum Reparaturen ausgeführt werden.
Ende des 13. Jahrhunderts teilten die Brüder Hiltprand und Heinrich den Familienbesitz unter sich auf. Heinrich von Pappenheim begann ab 1280 mit einer Erweiterung der Burg. Damals wurde insbesondere die Vorburg an der gefährdeten Westseite erweitert.
In den folgenden Jahrhunderten wurde die Anlage noch mehrmals umgebaut und modernisiert.
Von spätgotischen Ausbauten der Kernburg sind etliche Spolien vorhanden, in der Vorburg stehen noch zwei Gebäude des ausgehenden 15. Jahrhunderts unter Dach. Um 1500 umgab man die Kernburg mit einem Zwinger nebst Rundtürmen zur Stadtseite.

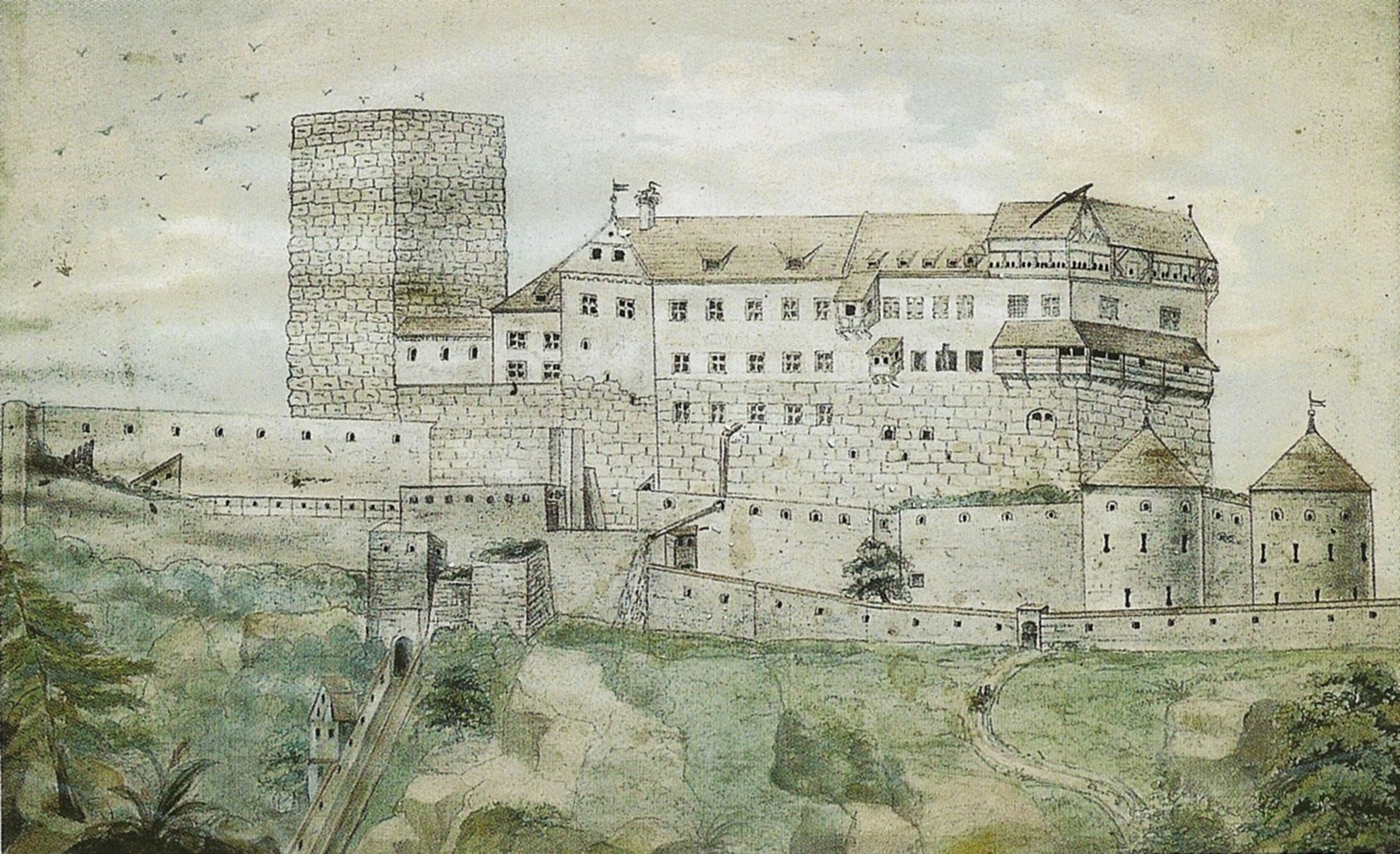
Die Hauptburg im 17. Jahrhundert

1593 verließ der regierende Senior der Familie die Höhenburg und bezog sein neues Stadtschloss im Tal. Die Burg blieb jedoch weiterhin bewohnt und wurde vor allem zur Zeit des Dreißigjährigen Krieges wehrtechnisch verstärkt, um den Angriffen der protestantischen Truppen standzuhalten. Um 1632 plante man gar einen festungsähnlichen Ausbau der Hauptburg. An Stelle der spätmittelalterlichen doppelten Zwingeranlagen wäre eine zeitgemäße Bastionärbefestigung errichtet worden. Während der Kampfhandlungen wechselte die Burg mehrmals den Besitzer. Der erhaltene, nicht ausgeführte Ausbauplan scheint von einem schwedischen Baumeister gefertigt worden zu sein. Die Beschießung der Anlage durch die Truppen des protestantischen Feldmarschalls Horn (1633) dürfte beträchtlichen Schaden angerichtet haben. Der nordwestliche Saalbau erscheint jedenfalls auf einer Ansicht von 1664 nur noch als Ruine.
Im Spanischen Erbfolgekrieg kam es 1703/04 zu einer erneuten Zerstörung und Besetzung durch französische Truppen. Anschließend wurde die Burg weitgehend verlassen und begann zu zerfallen. Dieser Verfall wurde im 19. Jahrhundert absichtlich beschleunigt, um die Burg zur romantischen Landschaftsstaffage umzunutzen.
Um 1960 begann die „Gesellschaft der Freunde der Burg Pappenheim“ mit ersten Erhaltungsmaßnahmen. Der Eigentümer intensivierte diese Maßnahmen nach 1990 und richtete einige kleine Museen im Burgbereich ein. Im Sommer wird hier jährlich ein historisches Ritterturnier mit angeschlossenem Mittelaltermarkt  veranstaltet, das auch überregional sehr gut angenommen wird.
Umfangreiche Sanierungen haben die Bausubstanz (vor allem im Bereich der Kapelle) nicht unerheblich verändert, aber auch zum weiteren Erhalt beigetragen.
In den letzten Jahren wurde das Außengelände neu gestaltet (u. a. Garten), im Inneren finden sich Ausstellungsräume zur Geschichte des Hauses Pappenheim und zur Burg sowie Räumlichkeiten zur kirchlichen und standesamtlichen Trauung beider Konfessionen.

## Beschreibung

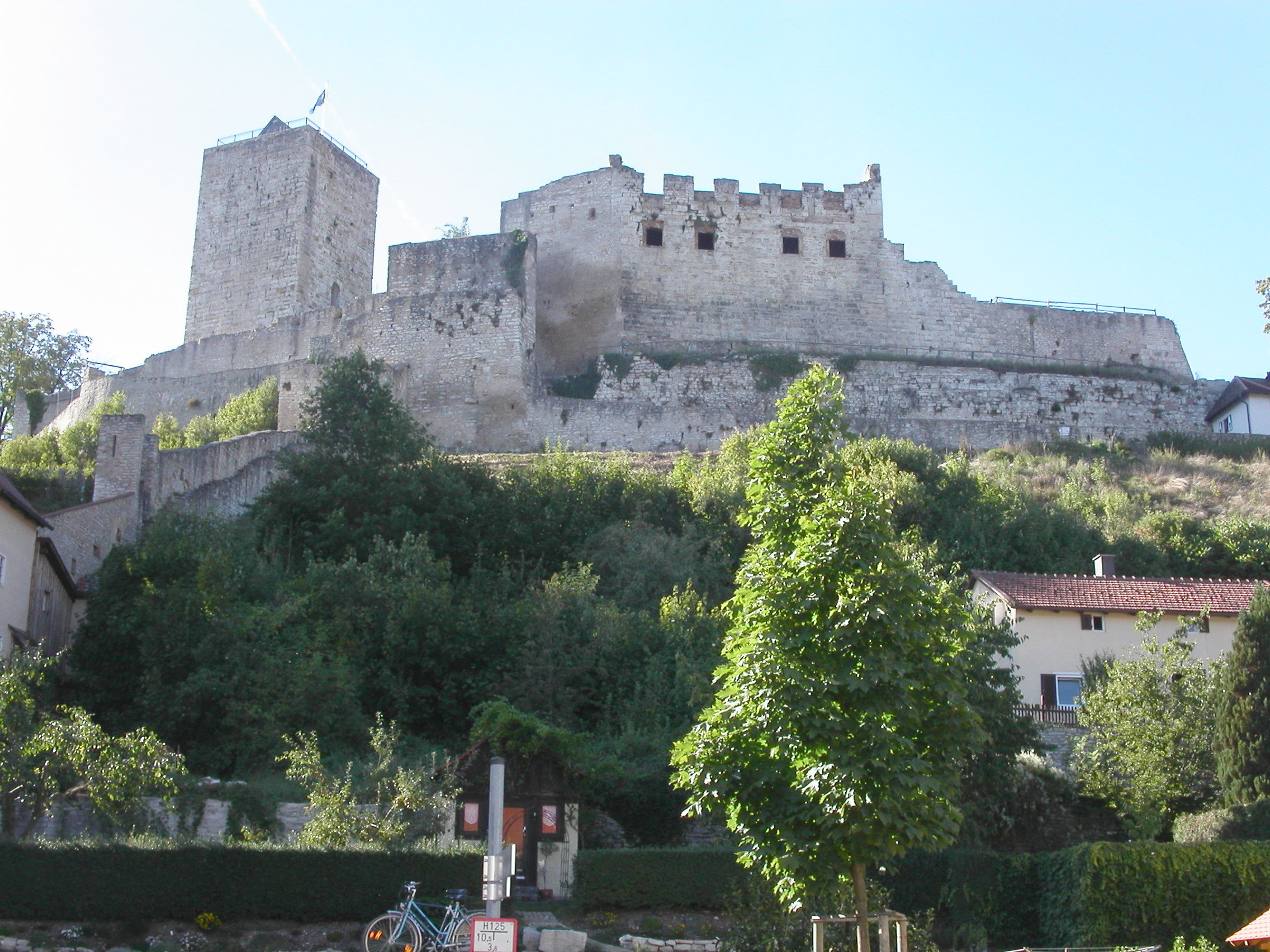
Die Hauptburg mit dem Bergfried und dem Palas. Links zieht sich die Stadtmauer hinauf zur Burg

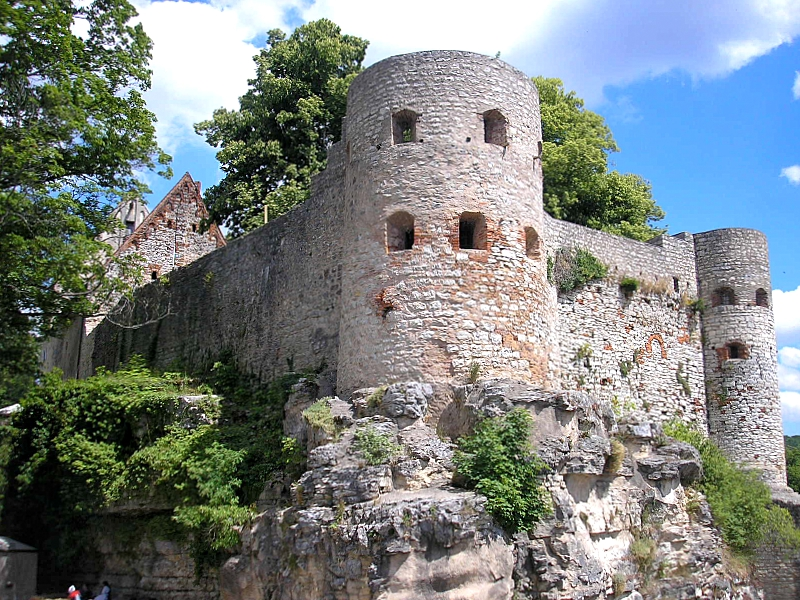
Blick auf die beiden Schalentürme der Vorburgumwehrung

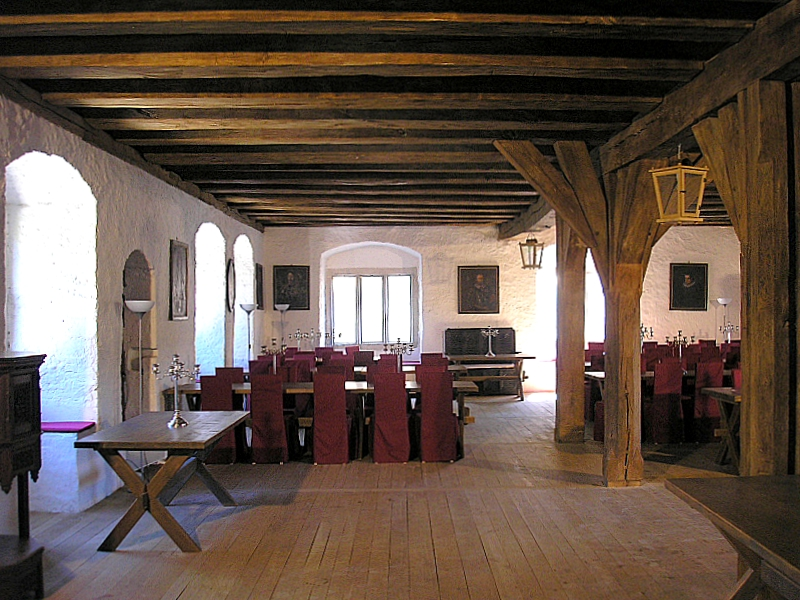
„Rittersaal“ im „Preißingerinhaus“ auf der Vorburg

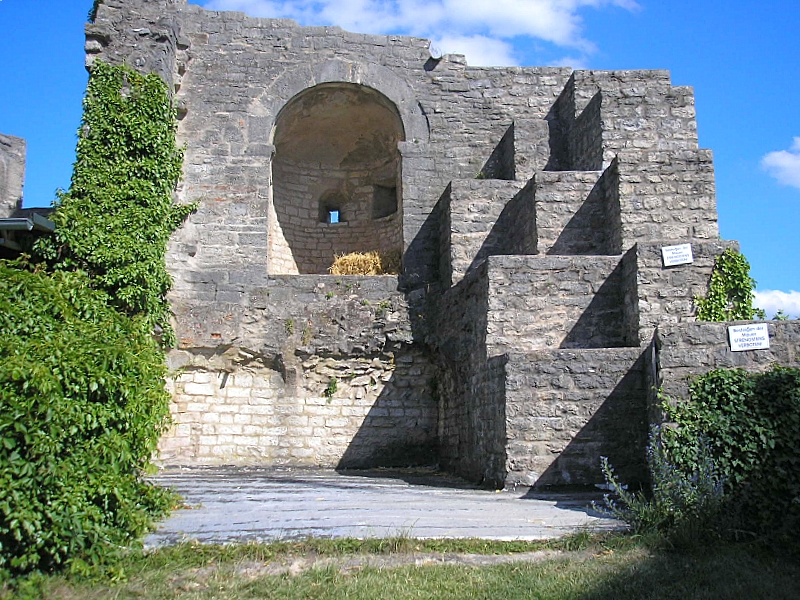
Die Ruine der romanischen Burgkapelle

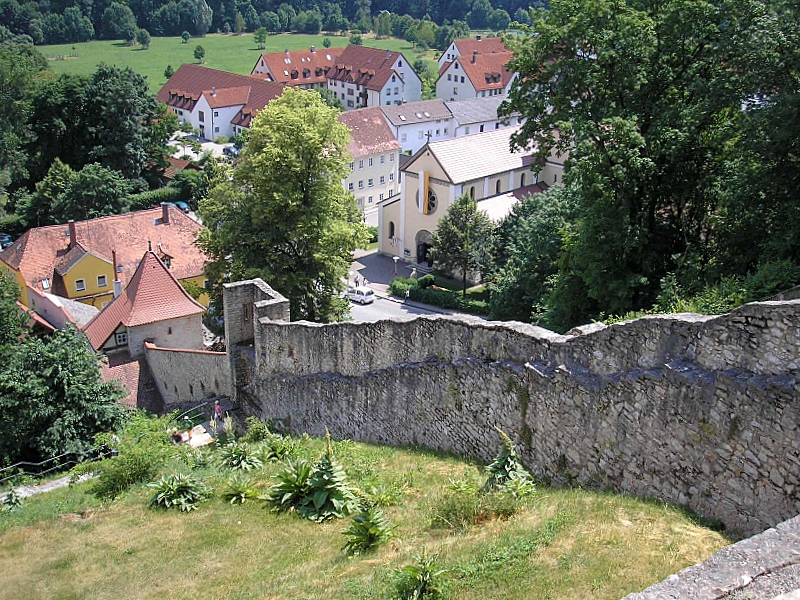
Die Stadtmauer zwischen dem Burgbering und dem ehemaligen „Unteren Tor“

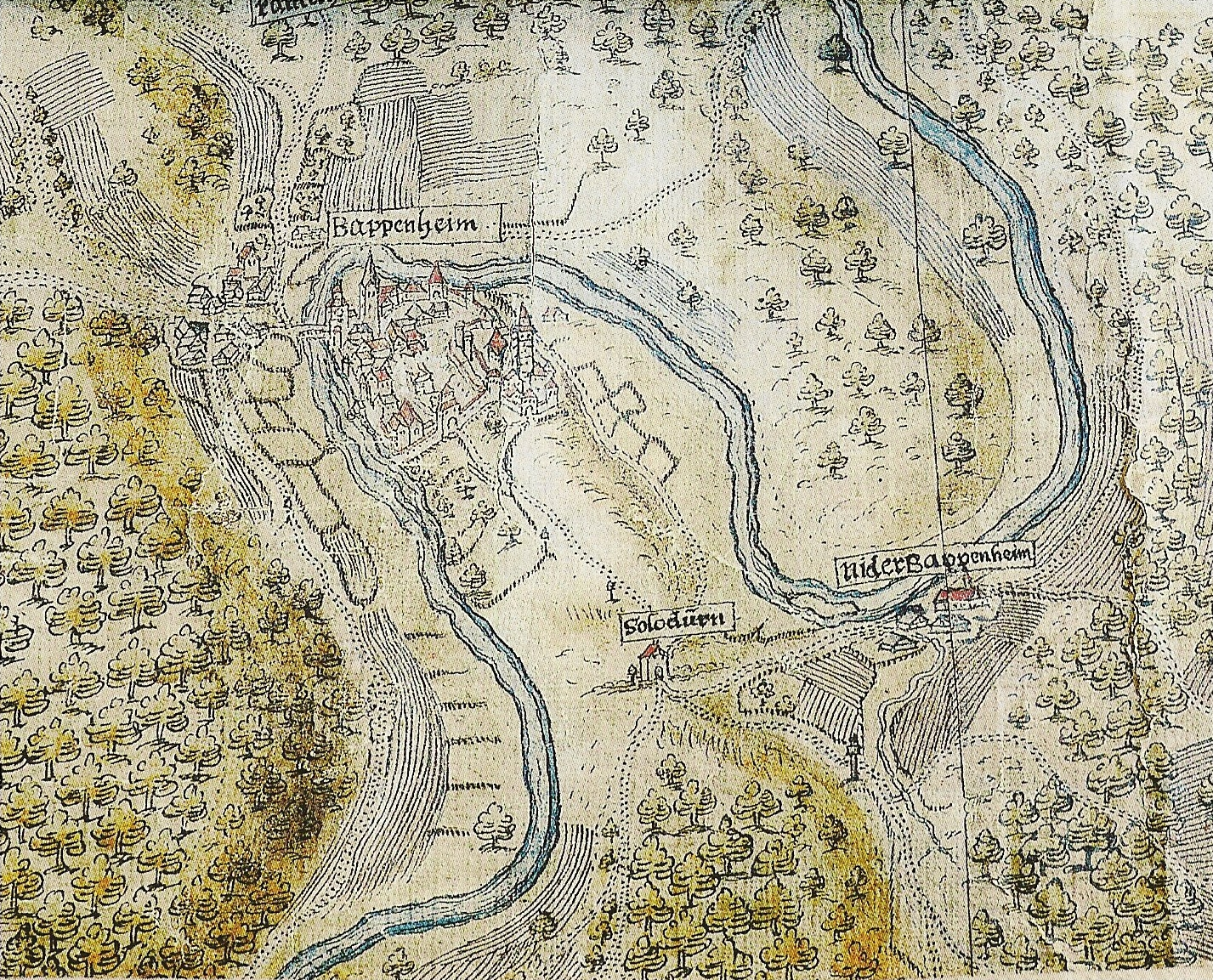
Der Solaturm auf einer Landkarte von 1571/72

Die Spornburg steht auf einem nach Nordosten gerichteten Bergsporn, der von der Altmühl umflossen wird. Die zweiteilige Anlage ist eine der größten Adelsburgen Frankens (Gesamtlänge etwa 280 Meter) und dokumentiert die herausgehobene Stellung der Pappenheimer als Erbmarschälle des Reiches.

### Vorburg
Der südwestlich der Kernburg gelegene Höhenrücken ist durch eine umfangreiche Vorburg überbaut. Hier lag möglicherweise eine Vorgängerburg „Kaltenegg“ als ältester Ansitz der Pappenheimer, die sich ursprünglich „von Kalden“ bzw. „Caletin“ nannten.
Der winkelförmige Halsgraben der Vorburg wurde aus dem anstehenden Fels gesprengt und ist etwa 15 Meter tief. Die hohe Ringmauer wird durch zwei wuchtige Schalentürme verstärkt. Die Mauer war ursprünglich höher, auf der Innenseite lagen zwei Wehrgänge übereinander. Das Tor liegt im Norden und wird von zwei hohen Gebäuden des 15. Jahrhunderts flankiert. Im „Preißinger(in)haus“ im Osten liegen drei saalartige Räume in den Geschossen, die von einer starken Balkenkonstruktion gestützt werden.
Beide Gebäude zeigen spätgotischen Bauschmuck. Der „Eselsstall“ trägt Spitzbogenblenden und fialenartige Aufsätze, das „Preisinger(in)haus“ Spitzbogenfriese und Wandlisenen.
Den Zugang zur Hauptburg ermöglicht eine gemauerte Brücke. Ursprünglich überspannten ein hölzerner Steg und eine Zugbrücke den Graben.

### Hauptburg
Die Hauptburg im Nordosten wird durch einen tiefen Halsgraben von der Vorburg getrennt. An den übrigen Seiten fallen die Berghänge relativ steil ab und boten so natürlichen Schutz. Den Zugang zur Hauptburg schützte der ungewöhnlich mächtige Bergfried, der als einziges Gebäude die mehrfachen Zerstörungen der Veste einigermaßen unbeschadet überstanden hat. Eine zwingerartige Torgasse führt vom äußeren Tor der Kernburg zur Durchfahrt in den inneren Hof. Über diesem Innentor haben sich die Reste der romanischen Burgkapelle St. Georg (ehemals St. Blasius) erhalten. Auf die ehemalige Funktion als Sakralraum verweist eine halbrunde Apsis in der Außenwand. Das darunter liegende, zweigeteilte Geschoss (Gemeines Gewölb) scheint als feuersicherer Raum zur Aufbewahrung von Urkunden und Dokumenten gedient zu haben.
Nach Nordosten sind die Reste des Palas zu erkennen. Alte Ansichten der Burg zeigen vier Geschosse, erhalten blieben zum Burghof hin nur spärliche Mauerreste des fensterlosen Erdgeschosses. Hier lagen im Mittelalter die Wirtschaftsräume, darüber ein großer Saal, der von einer Holzdecke überspannt wurde.
Die übrigen Gebäude gruppierten sich um einen engen Lichthof, sind aber nahezu vollständig abgegangen. Hier standen eine Kemenate, der als Hohe Lauben bezeichnete Trakt und ein zusätzlicher Wohnbau. Zeitweise wohnten vier Familienzweige der Pappenheimer auf der Burg.
Unter dem annähernd rechteckigen Bering der Hauptburg liegen mächtige spätmittelalterliche Zwingeranlagen, die im Nordosten durch zwei Rundtürme bewehrt werden. Der weitläufige äußere Zwinger wird im Nordosten durch den „Affenstein“ geschützt. Der kleine Rundturm wurde wie die beiden darüber liegenden Artillerietürme in der Neuzeit durch den Einbau von Wohnungen verändert.

### Brunnen
Am Ende des Torzwingers der Hauptburg liegt rechts des Tores das in den Zwinger ausspringende Brunnenhaus. Der Burgbrunnen soll ehemals bis zum Grundwasserspiegel gereicht haben (etwa 75 Meter). Der Brunnenschacht wurde in den anstehenden Jurakalkfels getrieben. Ein hölzernes Tretrad ermöglichte die Förderung des Trink- und Brauchwassers. Der massive Ausbau der Brunnenstube geht auf die Zeit des Dreißigjährigen Krieges zurück. Während einer Belagerung war die Brunnenstube damals durch einen Artillerietreffer zerstört worden, was zur Aufgabe der Burg geführt haben soll.

### Bergfried
Der mächtige hochmittelalterliche Bergfried der Burg gilt als eines der bedeutendsten stauferzeitlichen Baudenkmäler Bayerns. Der heute 25 Meter hohe Turm war ehemals mindestens 30 Meter hoch. Die Seitenlängen des quadratischen Baukörpers betragen etwa 11,3 Meter, das Mauerwerk ist 3,3 Meter stark und verjüngt sich erst kurz unter dem heutigen Abschluss.
Die Buckelquader der Außenschale sind im Sockelbereich teilweise über zwei Meter lang und sehr sorgfältig gearbeitet. Große Zangenlöcher datieren den Hauptturm auf die Jahre um 1200, die nahezu durchgehenden enormen Mauerstärken würden allerdings auf eine Entstehung bis etwa 1170/80 hindeuten. Die Steine scheinen mit einer Frühform der Steinzange gehoben worden zu sein, die damals den „Wolf“ als Hebewerkzeug ersetzte.
Der Turm schützte den Zugang zur Kernburg und deckte die dahinter liegenden Gebäude durch seine Mauermasse. Das Mauerwerk wird durch keine Lichtöffnungen oder Scharten unterbrochen. Das ungewölbte Innere ist durch einen Hocheingang zugänglich. Der Hocheingang öffnet sich nach Norden zum Burghof. Auffällig ist die unsaubere Einbindung des Eingangsbogens in das Quaderwerk. Eine hölzerne Treppe ermöglicht den Aufstieg auf die Turmplattform, die eine umfassende Rundumsicht ermöglicht.
Einige Forscher sehen im Pappenheimer Bergfried vor allem ein Machtsymbol des staufischen Königtums und seiner Gefolgsleute, andere Burgenkundler verweisen zusätzlich auf wehrtechnische Funktionen des Monumentalbaues. Der Turm springt über die Flucht der Ringmauer aus und flankierte den Torzwinger mit seinen ehemals drei Toren.

### Die nachmittelalterliche Burg
Die erhaltenen Pläne und Ansichten des 17. und 18. Jahrhunderts belegen, dass die mittelalterliche Burg in der frühen Neuzeit bereits weitgehend überbaut war. Die Schlossbauten um den engen Burghof saßen zwar noch teilweise auf dem mittelalterlichen Mauerwerk (Palaswand), scheinen aber zumindest teilweise (Obergeschoss „Hohe Lauben“) aus Fachwerk bestanden zu haben, das an den Giebeln als Sichtfachwerk ausgebildet war. Im Norden prägten die „Hohen Lauben“ die Burgansicht. Die namengebenden hölzernen Lauben liefen über dem hochmittelalterlichen Palasrest um die Schmalseite des Schlossbaus, an dessen Ostseite drei durchfensterte Geschosse über dem Kellergeschoss lagen. Die unterste Fensterreihe wurde nachträglich in den älteren Bestand eingebrochen. Die durch alte Beschreibungen belegbaren weitläufigen Kelleranlagen sind vollständig verschüttet.
Der mächtige Bergfried diente in der frühen Neuzeit als Geschützplattform. Vor dem Dreißigjährigen Krieg wurde der Hauptturm durch eine aufgesetzte Türmerstube abgeschlossen.

### Außenwerke
Die Höhenburg war durch Schenkelmauern an die weitgehend erhaltene Stadtbefestigung angeschlossen. Unter dem Bergfried zieht die Stadtmauer als „Kanonenweg“ zum Burgbering. Die Wehranlage stammt in dieser Form aus dem 14./15. Jahrhundert. Ein vorgelegter Zwinger und zwei Wehrtürme verstärken die Hauptmauer.

#### Der „Solaturm“
Über Niederpappenheim sperrte der heute vollständig verschwundene „Solaturm“ die Zufahrt zur Burg und zur Stadt. Eine Landkarte von 1571/72 zeigt noch einen stilisierten Torturm mit einem Satteldach.

## Burg und Stadt
Die Befestigungsanlagen der Burg wurden ab dem 14. Jahrhundert mit der neu errichteten Stadtbefestigung verbunden. Der nördliche Teil der Hauptburg liegt innerhalb der Siedlung, die sich in der Altmühlschleife ausbreitet. Von der Stadt aus war die Burg nur durch ein Nebentor zugänglich. Der eigentliche Zugang erfolgte über den westlichen Höhenrücken, dessen engste Stelle zusätzlich durch den weit vorgeschobenen „Solaturm“ gesichert war.
Die überwiegend gut erhaltene Stadtmauer bildet ein unregelmäßiges Trapez in der Flussschleife. Unter der Burg sicherten ehemals zwei Tore die Stadteingänge. Das „Obere Tor“ im Norden ist noch nahezu vollständig erhalten. Es fehlt nur der frühneuzeitliche Zwinger des Vorwerkes. Das „Untere Tor“ wurde 1887 abgebrochen, ist aber durch alte Abbildungen und Fotografien gut dokumentiert. Auch das Brückentor an der Altmühl, durch das man zum älteren Siedlungskern um die St.-Gallus-Kirche gelangen konnte, wurde im 19. Jahrhundert beseitigt.
Sehr gut erhalten hat sich die Schenkelmauer zwischen dem ehemaligen „Unteren Tor“ und dem Burgbering. Die nördliche Schenkelmauer zum „Oberen Tor“ ist durch nachträgliche Anbauten weitgehend verdeckt.